# Lophopagurus cristatus
Lophopagurus cristatus är en kräftdjursart som först beskrevs av H. Milne Edwards 1836.  Lophopagurus cristatus ingår i släktet Lophopagurus och familjen eremitkräftor. Inga underarter finns listade i Catalogue of Life.